# 加里·帕莱斯特
加里·安德魯·帕莱斯特（Gary Andrew Pallister，1965年3月30日—）生於英格蘭肯特郡的海邊小鎮拉姆斯蓋特（Ramsgate），是前職業足球員，司職中堅，職業生涯的黃金時期在1980年代末到1990年代初效力曼聯的9年中渡過。

## 生平
帕莱斯特在19歲時加盟米杜士堡展開球員生涯，效力米堡五季間共出賽156場，只曾在首年外借短時期。曼聯在1989年8月29日以破紀錄的230萬英鎊將巴里斯達收歸旗下，在效力期間共獲得四屆超級聯賽冠軍、三次足總杯、一次聯賽杯及在決賽2-1擊敗的。巴里斯達效力曼聯最後一季（1997/98年）以1分之微屈居阿仙奴之後僅得亞軍。
返回米杜士堡的巴里斯達再為母會出賽三季，聯賽55戰入1球，2場足總杯及4場聯賽杯，於2000/01年為米堡力保中游的第14位，因受長期傷患困擾下2001/02球季開賽前宣告退役。
退役後巴里斯達成為電視足球評論員，亦曾以助教身份協助白賴仁·笠臣執教西布朗。更在不同地方舉行講座。

## 榮譽
曼聯
- 英格蘭超級聯賽
  - 冠軍（4）：1992/93年、1993/94年、1995/96年、1996/97年；
- 英格蘭足總盃
  - 冠軍（3）：1990年、1994年、1996年；
- 英格蘭聯賽盃
  - 冠軍（1）：1992年；
- 英格蘭慈善盾
  - 冠軍（5）：1990年*、1993年、1994年、1996年、1997年；（* 併列冠軍）
- 歐洲盃賽冠軍盃
  - 冠軍（1）：1991年；
- 歐洲超級盃
  - 冠軍（1）：1991年；

## 外部連結
- Gary Pallister blog at 4sportsake.com
- 足球数据库：加里·帕莱斯特的球员统计数据
- Gary Pallister profile（页面存档备份，存于） at thefa.com